# تری باتلر
تری باتلر (به انگلیسی: Terry Butler) متولد (۱۰ نوامبر ۱۹۶۷) است و بیشتر به عنوان نوازنده گیتار بیس گروه دث متال آبیچوآری شناخته می‌شود. او همچنین در گروههای سیکس فیت آندر، مساکر و دث عضویت داشته‌است. باتلر در دو آلبوم شفابخش روحانی و جزام از گروه دث حضور داشته و چاک شولدینر در مورد نوازندگی بیس او در آلبوم جزام گفت: «باتلر از نواختن بیس در یک آهنگ کامل عاجز است».

باتلر ازدواج کرده و دارای سه فرزند می‌باشد و برادر زن وی گریج گال هم گروهی او است.
او پیش از پیوستن به سیکس فیت آندر در مساکر با استیو سوانسون هم گروهی بود و استیو هم‌اکنون گیتاریست سیکس فیت آندر می‌باشد. باتلر در یک مصاحبه گفت: «من بیشتر مشهور بودم به حضور داشتن در موسیقی زیرزمینی، که این نمی‌تونه درست باشه.»